# Higashikagura
Higashikagura (東神楽町, Higashikagura-chō) est un bourg du district de Kamikawa (Ishikari), situé dans la sous-préfecture de Kamikawa, sur l'île de Hokkaidō, au Japon.

## Géographie

### Démographie
Au 31 mars 2015, la population de Higashikagura s'élevait à 10 269 habitants répartis sur une superficie de 68,50 km2.

## Transports
L'aéroport d'Asahikawa se trouve en partie à Higashikagura.